# Bram Stoker
Abraham „Bram“ Stoker (8. listopad 1847, Dublin, Spojené království Velké Británie a Irska – 20. duben 1912, Londýn, Spojené království Velké Británie a Irska) byl irský spisovatel a divadelní kritik. Dlouhodobě spolupracoval s hercem Henrym Irvingem a věnoval se finančnímu a uměleckému vedení jeho divadla Lyceum Theatre v Londýně. V roce 1897 vydal svůj nejznámější román Dracula, kterým na dlouhou dobu ovlivnil příběhy o upírech a který dal vzniknout mnoha filmovým adaptacím. Známý je také Stokerův poslední román, Hadí zámek z roku 1911.

## Život

### Mládí
Narodil se v dublinském Clontarfu jako třetí ze sedmi dětí Charlotty a Abrahama Stokerových. Téměř do jeho osmi let jej neidentifikovaná choroba držela na lůžku, která mu nedovolovala stát nebo chodit. Matka mu v této době údajně vyprávěla lidové příběhy a keltské mýty. Tato choroba a bezmoc byly traumatizující zkušeností znatelnou v jeho dílech – například jako dlouhotrvající spánek a vzkříšení z mrtvých v Drakulovi. Lékaři nepovažovali za zázrak jen jeho chorobu, ale také jeho uzdravení. Úzký vztah Stokera k matce je některými literárními historiky považován za klíčový v interpretaci jeho textů: jeho ranější texty (před matčinou smrtí) často obsahují silnou ženskou postavu – a mnoho z nich má jméno začínající na M (Maggie, Mina, Mimi, Marjory, Margaret), což lze vnímat jako odkaz k „matce“ a sestrám (Matildě a Margaret).
Po uzdravení začal Stoker žít normálním životem a dokonce se stal atletem a fotbalovou hvězdou na místní Dublinské univerzitě, kde studoval historii, literaturu a fyziku na Trinity College. Byl prezidentem tamní filosofické společnosti a auditorem společnosti historické. Na Trinity College Stokera značně ovlivnil jeho vyučující, profesor a básník Edward Dowden, odborník na Shakespeara. Vzhledem ke svým značně liberálním názorům představoval studentům moderní literaturu – právě jeho prostřednictvím se Stoker seznámil s tvorbou Walta Whitmana, kterého pak považoval za „skutečného muže“ a „mistra“. Básníka dokonce pozval do Anglie, vzhledem k Whitmanovu záchvatu mrtvice však z cesty sešlo.
I přesto, že se již od mládí chtěl stát spisovatelem, nakonec nastoupil na úřednické místo na Dublinském hradě. Tato kariéra jej však nijak neuspokojovala, a tak začal také pracovat jako novinář a divadelní kritik. Jeho zájem o divadlo vedl k dlouholetému přátelství s hercem Henrym Irvingem. Od roku 1871 publikoval v Evening Mail anonymní sloupky zabývající se divadlem. V této době také napsal své první dílo: Duties of Clerks of Petty Sessions in Ireland: Collected Works of Bram Stoker, vydané však až v roce 1879. Publikoval své první povídky The Crystal Cup („Křišťálová váza“, 1872, v časopise London Society), The Chain of Destiny („Řetěž osudu“, 1875, v časopise Shamrock) a The Spectre of Doom („Přízrak zkázy“, 1880). Doylovou knižní prvotinou se paradoxně stala kniha The Duties of Clerk of Petty Sessions in Ireland („Povinnosti úředníků při jednání smírčích soudů v Irsku“), praktický a úspěšný titul. V říjnu roku 1876 zatím zemřel Stokerův otec, když byl předtím rok upoután na lůžko v Itálii, poblíž Neapole.
V roce 1878 se Stoker oženil s Florencí Balcombeovou, tehdejší přítelkyní Oscara Wilda. Existuje domněnka, že právě kvůli tomuto sňatku opustil Oscar Wilde Irsko. Někteří životopisci také spekulují o ženině „frigiditě“ – i proto, že z manželství vzešlo pouze jediné dítě, syn Noel. Známost s Wildeovou rodinou patrně měla patrně vliv na Stokerovo dílo – otec Oscara Wilda, egyptolog William Wilde, se mohl podepsat na Klenotu sedmi hvězd, zatímco Drákula některými svými citovanými daty odpovídá procesu s Wildem, což naznačuje možné čtení jako komentáře k nelehkému postavení homosexuálního muže ve společnosti.

### Práce v divadle a první prózy
Stoker s ženou se přestěhovali do Londýna. Zde se spisovatel blíže seznámil s Henrym Irvingem, hercem, který jej uhranul již o více než dekádu dříve – podle Stokerova biografického textu „poprvé viděl Henryho Irvinga v dublinském divadle Theatre Royal ve středu večer, 28. srpna 1867“. Irving mladému Stokerovi doporučil práci hereckého manažera v London's Lyceum Theatre. Na této pozici zůstal po 27 let a staral se jak o finanční a umělecký chod divadla, tak o Irvingovu osobní korespondenci – práci mu usnadňovaly na jedné straně pečlivost a záliba v matematice, na druhé straně pak a komunikační dovednosti a herecký talent. Rok po přestěhování se Stokerovým narodil syn Noe Thornley. Díky svému přátelství s Irvingem se dostal do londýnské vyšší společnosti, kde se setkal, mimo jiné, s malířem Jamesem McNeilem Whistlerem a Arthurem Conanem Doylem.

Roku 1881 vydal svou první prozaickou knihu Za soumraku (Under the Sunset). Obsahuje osm alegorických pohádek, které zpracovávají témata často jen málo vhodná pro dětského čtenáře (například epidemii cholery ve městě Sligo v roce 1832), a to stylem, který připomíná pozdější texty lorda Dunsanyho. Kritikou byly pro svou pitoresknost vlídně přijaty.
V roce 1890 vydal Stoker svůj první román Hadí průsmyk (The Snake's Pass), který se odehrává v západním Irsku a jehož antagonista, Black Murdock, bývá označován za předobraz Drákuly. V této době se podílel také na edici The English English, kde vycházeli autoři jako Henry James, Rudyard Kipling, Robert Louis Stevenson či již zmiňovaný Arthur Conan Doyle. Projekt však nebyl finančně úspěšný a Stoker se musel vrátit do divadelního prostředí, k Irvingovi.
Na dovolené v létě 1893 poznal Stoker skotské pobřeží mezi Peterheadem a Aberdeenem, které jej inspirovalo k prostředí v některých prózách (například „Zrádné písky“). Zde také posléze dokončil svůj nejslavnější román, Drákula, na kterém pracoval šest let a který byl konečně vydán v roce 1897. Setkal se s odmítnutím kritiky a nadšeným přijetím čtenářů, a to i mimo anglicky mluvící země (do češtiny byl přeložen v roce 1919). Svou nesmírnou oblibu a vliv na bezpočet dalších textů si román udržel, přestože jeho styl bývá dosud někdy popisován jako odpovídající spíše počátku 19. století, „klopotný a rozpačitý“. Již v roce 1901 se objevila v recenzi k další Stokerově publikaci v časopise Sketch překvapivě přesná předpověď, že Drákula bude „v laciných vydáních“ publikován ještě v roce 2000.

### Po přelomu století
V prvních letech 20. století došlo k útlumu Irvingovy herecké aktivity. Stoker pokračoval v psaní a v rychlém sledu vydal Klenot sedmi hvězd (The Jewel of Seven Stars, 1903, román o egyptské mumii) a román Ten pravý (The Man, 1905, román zpracovávající eyrovské téma). V říjnu roku 1905 Irving po nemoci zemřel a Stoker se pustil do zpracovávání vzpomínkové knihy Osobní vzpomínky na Henryho Irvinga (Personal Reminiscences of Henry Irving, 1906). Text později ovlivnil Lawrence Oliviera.
Stoker doufal, že bude moci pokračovat ve spolupráci s některým divadlem, plány mu však překazila mrtvice, jejíž záchvat přišel v roce 1906. Po této události žil převážně z výdělků, které mu přinášel román Drákula, a z psaní novinových článků. Na psaní románů nicméně nezanevřel a v roce 1909 vydal Ženu bez pláště (The Lady of the Shroud) o ženě, které předstírá vampyrismus. Následovala sbírka příběhů o osudech slavných šarlatánů, pojmenovaná Slavní podvodníci (Famous Impostors, 1910), a konečně Hadí zámek (The Lair of the White Worm, 1911). Stokerův poslední román vypráví „málo zřetelný příběh“ o ženské emanaci obrovského červa, vzhledem k působivé obraznosti se však stal autorovým druhým nejoblíbenějším dílem. Bram Stoker zemřel 20. dubna 1912 na „celkové vyčerpání organismu“, přičemž je možné že skutečnou příčinou smrti byla syfilis.
Z finančního hlediska nebyl autorův život nijak zvlášť úspěšný – a jeho památka v kultuře žije patrně poněkud jiným způsobem, než by si sám přál. Londýnské Lyceum Theatre zaniklo a autorovy politické a společenské snahy (například o překlenutí propasti mezi katolicismem a protestantismem) byly zcela zapomenuty. Román Drákula svého tvůrce nakonec zcela zastínil a obvykle bývá spojován s Transylvánií, kterou avšak sám Stoker nikdy nenavštívil.
Po autorově smrti střežila Stokerův odkaz jeho manželka Florence. Jeho texty vydražila v aukční síni Sotheby's a knihu posledních povídek sama vydala pod názvem Drakulův host a jiné povídky (Dracula's Guest and Other Weird Stories, 1914). Ve 20. letech pak vstoupila do soudního sporu s producenty Drakulou inspirovaného filmu Nosferatu (1922).
Bratrancem Brama Stokera byl irský tenista a ragbista Frank Stoker.

## Dílo

### Romány
- The Primrose Path, 1875
- Hadí průsmyk (The Snake's Pass, 1890)
- The Watter's Mou’, 1895
- The Shoulder of Shasta, 1895
- Drákula (Dracula, 1897. česky dostupné online)
- Miss Betty, 1898
- The Mystery of the Sea, 1902
- Klenot sedmi hvězd (The Jewel of Seven Stars, 1903)
- Ten pravý (The Man, 1905)
- Lady Athlyne, 1908
- Snowbound: The Record of a Theatrical Touring Party, 1908
- Žena bez pláště (The Lady of the Shroud, 1909)
- Hadí zámek, česky též Doupě bílého červa (The Lair of the White Worm, 1911)

### Sbírky povídek
- Za soumraku, Under the Sunset, 1881
  - Under the Sunset
  - The Rose Prince
  - The Invisible Giant
  - The Shadow Builder
  - How 7 Went Mad
  - Lies and Lilies
  - The Castle of the King
  - The Wondrous Child
- Drakulův host a jiné povídky (Dracula's Guest and Other Weird Tales, 1914 – vydala posmrtně Florence Stokerová)
  - Drakulův host (Dracula's Guest)
  - Soudcův dům (The Judge's House)
  - Indiánská žena (The Squaw)
  - Tajemství rostoucího zlata (The Secret of the Growing Gold)
  - Cikánčino proroctví (The Gipsy Prophecy)
  - Návrat Abela Behenny (The Coming of Abel Behenna)
  - Krysí pohřeb (The Burial of the Rats)
  - Sen o rudých rukou (A Dream of Red Hands)
  - Zrádné písky (Crooken Sands)

### Povídky
- Bridal of Dead – alternativní konec Klenotu sedmi hvězd
- Buried Treasures
- The Chain of Destiny
- The Crystal Cup
- The Dualitists or The Death Doom of the Double Born
- The Fate of Fenella
- The Gombeen Man
- In the Valley of the Shadow
- The Man from Shorrox'
- Midnight Tales
- The Red Stockade
- The Seer

### Biografie
- Personal Reminiscences of Henry Irving, 1906

### Jiné
- The Duties of Clerks of Petty Sessions in Ireland, 1879
- A Glimpse of America, 1886
- Famous Impostors, 1910

### Díla online
- STOKER, Bram. Drákula: román. Překlad Josef F. Khun. Praha: Emil Šolc, [1919]. 447 s. Dostupné online.